# مبنى ليكس
مبنى ليكس Lex building هو أحد الأبراج الشاهقة للمكاتب الحكومية في الحي الأوروبي في بروكسل فيبلجيكا. وهو مبنى ملحق لمجلس الاتحاد الأوروبي (المبنى الرئيسي هو مبتى يوروبا ) ويقع في شارع Rue de la Loi / Wetstraat 145.

## تاريخ البناء

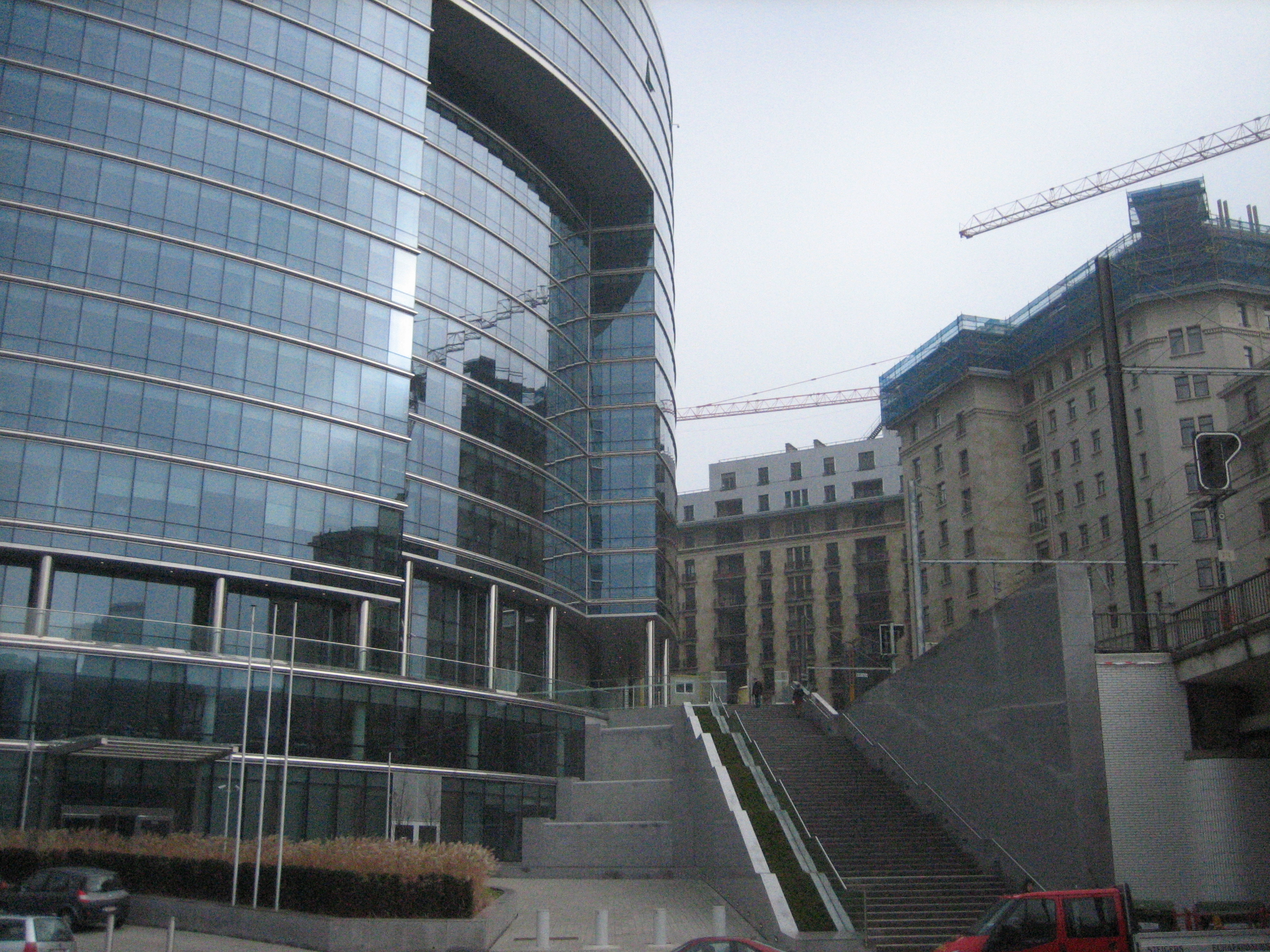
مبنى ليكس يُرى من الجنوب

بدأ العمل على تشييد مبنى ليكس في عام 2001 ، وبدأ البناء في عام 2004 حيث تم هدم المبنى القديم. تم الانتهاء منه في عام 2006. تم بناء المبنى وتملكه شركة Lex 2000 ، ويوجد لدى المجلس إيجار طويل الأجل للمبنى وخيار الشراء. نظرًا للزيادة في المساحات المكتبية، كان على Lex 2000 تمويل تجديد الشقق المجاورة للتعويض.
تم بناؤه في موقع قصر خاص، على غرار قصر الإقامة (الذي تحول لاحقا لمبنى يوروبا) المجاور الذي تم هدمه بدلاً من تجديده من أجل إنشاء مبنى حديث أكبر بكثير. كانت هناك حاجة إلى مساحة إضافية لمؤسسات الاتحاد الأوروبي في الوقت المناسب لتوسيع الاتحاد الأوروبي في عام 2004. في ذلك الوقت، لم يكن من الممكن تمديد وتوسعة المبنى الحالي، Justus Lipsius ، بسبب المناطق السكنية وأوامر الحفظ الحالية في قصر الإقامة المجاور (تم هدمه جزئيًا وتجديده ليصبح مبنى يوروبا ) ، وبالتالي أصبح مبتى ليكس مشروعًا جديدًا من أجل تلبية الحاجة إلى المزيد من المساحات المكتبية.
تم تقديم الخطط الأولى في عام 1988 من قبل الشركة التي بنت اسباس ليوبولد ، لكن السلطات المحلية اعتبرتها طموحة للغاية. كان من المفترض أن يكون مرتفعًا، ليكون بمثابة بوابة إلى المنطقة جنبًا إلى جنب مع مبنى شارلمان المقابل. طالبت السلطات بتخفيضه 20 مترًا، مما يمنحها 15 طابقًا بدلاً من 20 مخططًا، من أجل الحفاظ على الهيمنة المرئية لمبنى بيرلايمونت وأروقة منتزه سيكونتنير .

## المميزات
توجد ثلاثة طوابق سفلية للخدمات الفنية، على الرغم من أن موقف السيارات قد تم إنشاؤه بأقل من 200 مكان حيث تم اعتبار وصلات النقل العام تعوض عن نقص أماكن وقوف السيارات. المدخل الرئيسي له وصلات مباشرة إلى محطات المترو والسكك الحديدية حيث يشغل الطابق الأرضي مطعم كبير. يهدف الهيكل الزجاجي للمبنى إلى نقل الشفافية ، حيث يتم تنظيف طابقين لإضفاء مزيد من الانفتاح على الداخل.